# Plastosciara johnstoni
Plastosciara johnstoni là một ruồi trong họ Sciaridae, thuộc chi Plastosciara. Loài này được Shaw miêu tả khoa học đầu tiên năm 1935.